# Harold Redman
Harold Redman, né le 25 août 1899 et mort en 1986 à Esher, est un homme politique et militaire britannique qui fut gouverneur de Gibraltar de mai 1955 à avril 1958.